# Big Truck and Sister Clare
Pour plus de détails, voir Fiche technique et Distribution.
Big Truck and Sister Clare, connu aussi sous le titre Short Cut to Haifa, est un film britannico-israélien réalisé par Robert Ellis Miller, sorti en 1974.

## Synopsis
Un chauffeur de camion se retrouve bloqué dans le désert israélien avec son neveu et Clare, une religieuse.

## Fiche technique
- Titre original : Big Truck and Sister Clare
- Réalisation : Robert Ellis Miller
- Scénario : Lionel Davidson
- Direction artistique : Kuli Sander
- Photographie : John Coquillon
- Son : Cyril Collick
- Montage : Alan Strachan
- Production : Paul Maslansky, Jay Kanter
- Production déléguée : Elliott Kastner
- Société de production : Inc Belgravia Productions, Kastner-Ladd-Kanter, Pashanel-Topol
- Pays d'origine :  Royaume-Uni,  Israël
- Langue originale : anglais
- Format : couleur — 35 mm — son mono
- Genre : drame
- Durée : 90 minutes
- Dates de sortie : 1974

## Distribution
- Peter Ustinov : le chauffeur du camion
- Francesca Annis : Clare
- Perry King : le neveu